# اورنو (مینه‌سوتا)
اورنو (به انگلیسی: Orono) شهری در شهرستان هنپین ایالت مینه‌سوتا در کشور ایالات متحده آمریکا است که جمعیت آن در سرشماری سال ۲۰۱۰ میلادی، ۷۴۳۷ نفر بوده‌است.